# Le Siège de Corinthe
Le Siège de Corinthe (título original en francés; en español, El asedio de Corinto; en italiano, L'Assedio di Corinto) es una ópera en tres actos con música de Gioacchino Rossini y libreto en francés de Luigi Balocchi y Alexandre Soumet. Se trata de una nueva versión, profundamente modificada, de Maometto secondo (1820). Se estrenó en París el 9 de octubre de 1826.

## Historia
Esta ópera tuvo a su estreno un gran éxito. Contó con intérpretes como la soprano Laure Cinti-Damoreau y el tenor Adolphe Nourrit. La orquesta fue dirigida por François-Antoine Habeneck. Después de haber conocido un gran éxito hasta la mitad del siglo XIX, a lo largo de la segunda mitad del siglo fue progresivamente olvidada, hasta desaparecer por completo de los grandes circuitos operísticos, al menos en Italia, en las primeras décadas del siglo XX.
Después de la Segunda Guerra Mundial fue repuesta en algunos teatros italianos, entre los que destaca el Teatro Comunale de Florencia, donde el 4 de junio de 1949 tuvo una representación histórica, bajo la dirección de Gabriele Santini, con la soprano Renata Tebaldi y el tenor Mirto Picchi. En otra representación del año 1969 en La Scala de Milán, se intentaron fusionar El asedio de Corinto con Maometto secondo. La orquesta fue dirigida por Thomas Schippers. 
Esta ópera rara vez se representa en la actualidad; en las estadísticas de Operabase aparece con sólo 2 representaciones en el período 2005-2010.

## Argumento
La acción se desarrolla en Corinto, asediada por el ejército otomano pocos años después de la caída de Constantinopla. Las escenas bélicas se alternan con momentos más íntimos, porque el sultán Mehmet II, que finalmente logra tomar la ciudad, ama a Palmira, la hija del gobernador de Corinto, a la que había conocido tiempo atrás en Atenas. Ella le corresponde, pero al no poder culminar su sueño de amor, la muchacha se quitará la vida en presencia de su amado Mehmet.